# 野本寛一

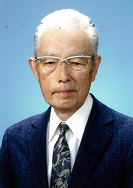
文化功労者顕彰に際して公表された肖像写真

野本 寛一（のもと かんいち、1937年2月14日 - ）は、日本の民俗学者。学位は、文学博士（筑波大学・論文博士・1988年）（学位論文「生態民俗学序説」）。近畿大学名誉教授。徹底したフィールドワークから得た資料に基づく画風で知られ、「環境民俗学」を構築した。瑞宝重光章受章。文化功労者。

## 来歴
静岡県出身。1959年、國學院大學文学部卒業。1988年『生態民俗学序説』で文学博士（筑波大学）。同年4月、近畿大学民俗学研究所助教授。1993年、同大学文芸学部文化学科教授。
1996年、近畿大学付属民俗学研究所所長、2004年、柳田国男記念伊那民俗学研究所所長（〜2011年）、2005年近畿大学特任教授。2007年、近畿大学を定年退職、名誉教授。
2015年、文化功労者。民俗学者としては、柳田国男・本田安次・谷川健一に続く4人目の受賞者となった。2017年11月、瑞宝重光章受章

## 著書
- 『石の民俗』雄山閣出版 1975 日本の民俗学シリーズ
- 『峠 文学と伝説の旅』雄山閣出版 1978 カルチャーブックス
- 『大井川 その風土と文化』静岡新聞社 1979
- 『石と日本人 民俗探訪』樹石社 1982
- 『焼畑民俗文化論』雄山閣出版 1984
- 『生態民俗学序説』白水社 1987
- 『軒端の民俗学』白水社 1989
- 『神々の風景 信仰環境論の試み』白水社 1990　→　『神と自然の景観論 信仰環境を読む』講談社学術文庫
- 『熊野山海民俗考』人文書院 1990
- 『稲作民俗文化論』雄山閣出版 1993
- 『言霊の民俗 口誦と歌唱のあいだ』人文書院 1993
- 『共生のフォークロア 民俗の環境思想』青土社 1994　→　『生態と民俗 人と動植物の相渉譜』講談社学術文庫
- 『海岸環境民俗論』白水社 1995
- 『近代文学とフォークロア』白地社 叢書l’esprit nouveau 1997
- 『四万十川民俗誌 人と自然と』雄山閣出版 1999
- 『庶民列伝 民俗の心をもとめて』白水社 2000
- 『野本寛一著作集 1　山地母源論 日向山峡のムラから』岩田書院　2004
- 『栃と餅 食の民俗構造を探る』岩波書店 2005
- 『民俗誌・女の一生 母性の力』文春新書 2006
- 『野本寛一著作集 2 (山地母源論 2(マスの溯上を追って))』岩田書院 2009
- 『地霊の復権 自然と結ぶ民俗をさぐる』岩波書店 2010
- 『自然と共に生きる作法 水窪からの発信』静岡新聞社 2012
- 『自然災害と民俗』森話社 2013
- 『野本寛一著作集 3（「個人誌」と民俗学）』岩田書院 2013
- 『野本寛一著作集 4（『牛馬民俗誌）』岩田書院 2015
- 『季節の民俗誌』玉川大学出版部 2016
- 『民俗のことばで探る遠山谷の環境と暮らし』柳田國男記念伊那民俗学研究所 2018
- 『近代の記憶 民俗の変容と消滅』七月社 2019
- 『生きもの民俗誌』昭和堂 2019
- 『採集民俗論』昭和堂 2020
- 『井上靖の原郷 伏流する民俗世界』七月社 2021

### 共編著
- 『写真集明治大正昭和藤枝 ふるさとの想い出75』八木洋行共編 国書刊行会 1980
- 『ふるさと百科藤枝事典』八木洋行共編 国書刊行会 1984
- 『講座日本の民俗学』全11巻 赤田光男 香月洋一郎、小松和彦、福田アジオ共編 雄山閣出版 1996－2004
- 『食の民俗事典』編 柊風舎 2011
- 『暮らしの伝承知を探る』赤坂憲雄共編 玉川大学出版部 2013 フィールド科学の入口
- 『日本の心を伝える年中行事事典』編 筒江薫,谷阪智佳子,岩城こよみ文 岩崎書店 2013